# Floris Michael Neusüss
Floris Michael Neusüss (n. 3 de marzo de 1937) fue un fotógrafo alemán especialista en la técnica del fotograma.

## Biografía
Estudió fotografía en la Escuela de Artes y Oficios de Wuppertal en Renania del Norte-Westfalia y los continúo en la Escuela de fotografía del Estado de Baviera en Múnich. Completó su formación con Heinz Hajek-Halke en 1960 en la Escuela de Arte de Berlín.
Entre 1966 y 1971 fue profesor en la academia de Bellas Artes de Kassel. El fotograma ha sido el eje central de su obra ya que lo afrontó desde la triple perspectiva de autor, teórico e historiador, publicando en 1983 el libro Fotogramme. Entre sus trabajos destacan Nudogramm de 1968, que son fotogramas en las que la modelo se situaba sobre el material fotosensible y se le exponía a diferentes luces con el correspondiente procesado químico posterior, Sonnen de 1974 en las que trabajó con la luz solar, o sus obras denominadas imágenes nocturnas realizadas por la noche al aire libre y los paisajes artificiales realizados en los años ochenta que se pueden considerar como obras de arte abstracto.[cita requerida]
Se le ha considerado como uno de los fotógrafos que han aportado rigor a los trabajos realizados sin el empleo de la cámara fotográfica.
Falleció el 3 de abril de 2020 a los ochenta y tres años.

## Obras publicadas
Entre sus libros puede destacarse:
- Neusüss, Floris M. (1990). Das Fotogramm in der Kunst des 20. Jahrhunderts (en alemán). Colonia: DuMont. ISBN 3-7701-1767-0+ |isbn= incorrecto (ayuda).
- Neusüss, Floris M. y Immisch, T.O. (2008). Die zweite Avantgarde. Das Fotoforum Kassel 1972-1982 (en alemán). Halle: Mitteldeutscher Verlag. ISBN 978-3-89812-490-4.